# Karl Helbig (Forschungsreisender)

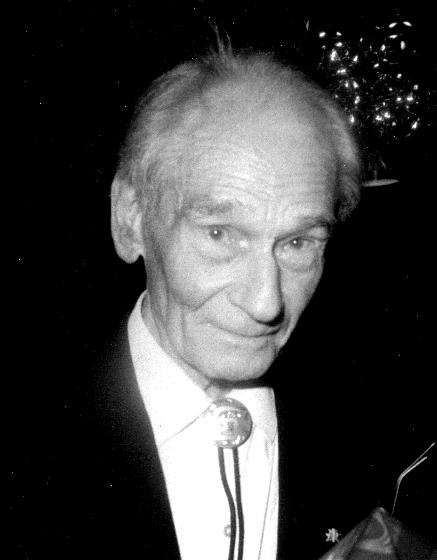
Karl Helbig in Hildesheim am 18. Juli 1988 nach der Verleihung des Bundesverdienstkreuzes

Karl Martin Alexander Helbig (* 18. März 1903 in Hildesheim; † 9. Oktober 1991 in Hamburg) war ein deutscher Forschungsreisender, Geograph und Ethnologe. Seine Reisen führten ihn unter anderem nach Java, Sumatra, Borneo und Mittelamerika.
Helbigs Werke zeichnen sich durch scharfe Beobachtungsgabe, lehrreiche Inhalte und eine klare, verständliche Sprache aus. Neben seinen wissenschaftlichen Arbeiten zur Geographie und Ethnographie verfasste er volkstümliche Reiseberichte, Jugendbücher und Abenteuernovellen, in denen er seine Erlebnisse einer breiteren Öffentlichkeit auf eindringliche und unterhaltsame Weise präsentierte. Gleiches gilt für seine Vorträge, die er im In- und Ausland in Schulen und wissenschaftlichen Instituten hielt. Er sprach fließend englisch, spanisch und malaiisch.
Helbig wurde mit dem Bundesverdienstkreuz am Bande und mit dem Staatspreis für Wissenschaft des Landes Mexiko ausgezeichnet.

## Leben
Seit dem letzten Viertel des 19. Jahrhunderts waren im Auftrag der Niederländisch-Ostindischen Kolonialregierung professionelle Vermessungsexpeditionen tätig, die in jahrzehntelanger Arbeit weite Gebiete des Malaiischen Archipels aufgenommen und in Karte gebracht haben. Umso mehr verdienen die Leistungen von Karl Helbig Anerkennung, dem es noch in den 1930er Jahren gelang, mit traditioneller Feldforschung weiße Flecken zu tilgen. Dies gelang ihm nicht nur auf der Insel Borneo, deren Inneres auf weite Strecken noch unerforscht war, sondern – im Anschluss an die in den südlichen Batakländern begonnenen Forschungen von Franz Wilhelm Junghuhn, Hermann von Rosenberg, Joachim von Brenner-Felsach, Wilhelm Volz u. a., – auch auf der damals schon relativ gut erschlossenen Insel Sumatra.
Nicht minder bedeutend waren seine Reisen in Mittelamerika. Auch hier wurden von Helbig noch unerforschte Gebiete betreten. In Chiapas und in Nordost-Honduras führten seine Forschungen zu einer grundlegenden Überarbeitung des vorhandenen Kartenmaterials.
Helbigs Forschungen beschränkten sich jedoch nicht nur auf Landesaufnahmen, die er – als Wissenschaftler auf sich allein gestellt – nur in großen Zügen durchführen konnte, sondern schlossen auch geologische, botanische, klimatographische, ethnologische und wirtschaftsgeographische Untersuchungen ein. In seinem Bestreben, allumfassende Gesamtdarstellungen zu entwerfen, sah er sich oftmals als Nachfolger seines Vorbilds Junghuhn, dessen Schriften er bewunderte. Mit welcher Intensität er für diese Vielseitigkeit alle erreichbaren Quellen studierte, zeigen seine beiden thematisch geordneten und kommentierten Bibliographien über Hinter- und Inselindien und Borneo.

### Jugendjahre
Karl Helbig wurde am 18. März 1903 als Sohn des Ingenieurs Otto Helbig und dessen Ehefrau Ida, geborene Manß, in Hildesheim geboren. Im Jahr 1912 wechselte er von der Vorschule in das dortige Realgymnasium und legte 1921 die Reifeprüfung ab. Zwischendurch, von 1919 bis 1920, diente er als Freiwilliger im Grenzschutz Ost.
Es folgte für Helbig eine schwere Zeit. Im Winter 1921 arbeitete er in bis zu 900 Meter Tiefe bei 42 °C als Fördermann in einem Kalischacht bei Diekholzen. Ende 1921 starb seine Mutter, und nachdem im Frühjahr 1922 sein Vater einen schweren Herzanfall erlitten hatte, war er gezwungen, allein für den Unterhalt seiner Schwester Elisabeth, seines Vaters und für sich selbst zu sorgen. Nach Tätigkeiten als Ausfahrer in einer Thüringer Ziegelei, als Arbeiter auf einem Hof bei Peine und als Helfer auf einem Gestüt bei Celle begann er im Herbst 1922 ein landwirtschaftliches Studium an der Universität Göttingen. Sein Versuch, das Studium und den Familienunterhalt als Heizer in einem Göttinger Krankenhaus zu finanzieren, scheiterte wegen der Inflation, worauf er im Sommer 1923 das Studium abbrechen musste.
Sein unwiderstehlicher Drang, die weite Welt kennenzulernen, brachte ihn schließlich zur Handelsschifffahrt, in der er bis 1951 als Kohlentrimmer und Schiffsheizer und danach als Schmierer und Zahlmeisterassistent diente. Seine Passagen nach Übersee waren damit kostenlos und mit der Heuer konnte er wenigstens teilweise seine mit minimalem Aufwand durchgeführten Exkursionen finanzieren.
Seine erste Fahrt ging 1923 auf dem Dampfer Drachenfels durch das Rote Meer nach Indien, mit Stationen in Karatschi, Bombay, Colombo und Kalkutta. Im Hafen von Kalkutta wurde ihm ein Brief von seiner Schwester mit der Nachricht vom Tod des Vaters ausgehändigt. Nach Hamburg zurückgekehrt, waren die beiden Geschwister durch die Inflation derart mittellos geworden, dass die Urne mit der Asche des Vaters im Eisenacher Familiengrab heimlich in der Nacht vergraben werden musste.
Bis zu seinem Studienaufenthalt auf Java folgten acht weitere Seereisen. Über 60 Häfen im Malaiischen Archipel, in Mexiko und Westindien, im Mittelmeer in Istanbul und an der Levanteküste wurden angelaufen.

### Studium und Dissertation
Im Herbst 1927 schrieb sich Helbig zum Studium an der Universität Hamburg ein. Bei Siegfried Passarge hörte er Geographie, bei Schultz und Schott Meereskunde, bei Lütgens Wirtschaftsgeographie, bei Kuhlbrodt Klimatologie, bei Georg Gürich, Karl Gripp und Johann Wysogórski Geologie und Paläontologie, bei Dempwolff und Aichele indonesische Sprachen. Sein Studium finanzierte er sich mit Spät- und Nachtschichten als Hafenarbeiter.
Im Sommersemester 1929 war Helbig beurlaubt. Mit Einverständnis seines Doktorvaters Siegfried Passarge reiste er als Heizer auf dem Dampfer Menes nach Java. Neun Monate hielt er sich in Batavia und dessen Umgebung auf. Finanziell unterstützt von Emil Helfferich, Direktor eines deutschen Pflanzungssyndikats, sammelte Helbig Material für seine Dissertation, welche die Entwicklung, die baulichen Strukturen, sowie die wirtschaftliche, koloniale und kulturelle Bedeutung der Hauptstadt Niederländisch-Ostindiens, Batavia, zum Thema hatte. Das Ergebnis dieser Arbeit, die mit Bildern, Karten und Zeichnungen versehene Dissertation Batavia. Eine tropische Stadtlandschaftskunde im Rahmen der Insel Java, wurde am 28. Juni 1930 von der mathematisch/naturwissenschaftlichen Fakultät der Universität Hamburg mit Auszeichnung bewertet; es war die erste wissenschaftliche Darstellung einer tropischen Stadtlandschaft überhaupt.
Da für die Entwicklung der Stadt Batavia auch dessen Einflussgebiet von Bedeutung war, wurden im Rahmen dieser Studien auch Reisen auf Java und auf dessen Nachbarinsel Madura unternommen. Vulkane und Hochplateaus wurden erstiegen und wenig begangene Rückzugsgebiete untersucht. Im Jahr 1929 erschien seine erste Arbeit Eine Diengwanderung, dem 1935 die Aufsätze Der Kendeng, eine Kalklandschaft auf Südostjava und Bau und Bild der Insel Java folgten. Als eine der gelungensten belletristischen Veröffentlichungen gilt sein Buch Ferne Tropen-Insel Java, eine Jugenderzählung über das Leben eines Bauernjungen in einem javanischen Dorf am Westhang des Vulkans Merapi. Seine Reiseerlebnisse hielt er in seinem Buch Zu Mahamerus Füßen. Wanderungen auf Java fest.

### Forschungen auf Sumatra
Am 4. September 1930 fuhr Helbig als Aufwäscher auf dem Dampfer S. S. Menes von Hamburg nach Sumatra. Erst am 19. Oktober wurde Belawan, der Hafen von Medan an der Straße von Malakka erreicht.
Fast ein Jahr lang wurden ausgedehnte Gebiete südöstlich und südlich des Tobasees und die Insel Nias vor der Westküste durchforscht. Von nur einem einheimischen Träger begleitet, legte Helbig auf teilweise noch unbekannten Wegen mehr als 2000 Kilometer zu Fuß zurück. Das Forschungsgebiet erstreckte sich einerseits auf die in gesunder Höhenlage liegenden Batakländer südlich und südöstlich des Tobasees, andererseits auf die im heißen und ungesunden Tiefland liegenden Sultanate Asahan, Kualu, Bila, Kota Pinang und Pane in der damaligen Provinz „Ostküste von Sumatra“. Diese Landschaften waren vor Helbigs Forschungen noch nie zusammenhängend beschrieben worden, und das ausgedehnte Simanalaksagebirge, vielfach auch als „Bila-Ketten“ bezeichnet, sowie große Teile der Landschaften Habinsaran und Dolok waren geographisch und geologisch noch weitgehend unbekannt. Als Standquartier wählte Helbig ein Missionshaus in Parsoburan in Habinsaran. Sein längster Marsch, den er von hier aus unternahm, dauerte über drei Monate. Ethnologisch bedeutsam war im Sommer 1931 sein dreiwöchiger Besuch der Orang Lubu, einem Rest der Urbevölkerung Nordsumatras, die mit ihren nur noch 2190 Individuen die östlichen Hänge des Steppentals Mandailing in Zentralsumatra bewohnten. Sein Hauptziel war hier, die Sprache dieses aussterbenden Volkes für die Nachwelt festzuhalten.
Erst nach seiner Rückkehr von Sumatra, am 14. Januar 1932, wurde ihm in Hamburg seine Promotionsurkunde überreicht. Wenige Monate danach, am 14. Mai, verlobte er sich in seiner Heimatstadt Hildesheim mit Liselotte Siebrecht, Tochter von Heinrich und Doris Siebrecht. Zu einer Eheschließung kam es nicht.

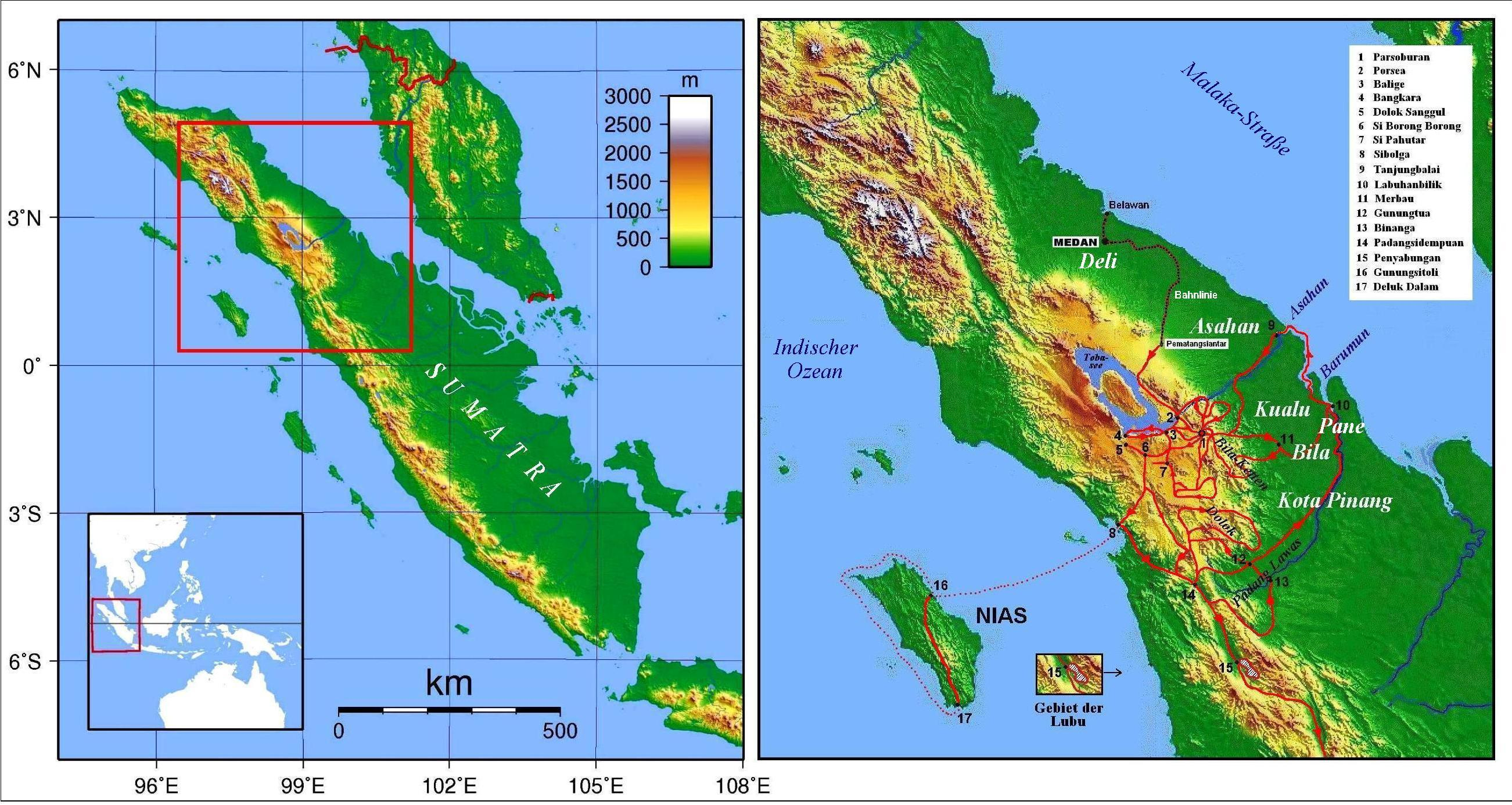
Helbigs Reiserouten in Nordsumatra und auf der Insel Nias. Vereinfacht dargestellt nach Abbildung 4 in seiner Studie Beiträge zur Landeskunde von Sumatra. Beobachtungen zwischen Asahan und Barumun, Tobasee und Malakastraße.

Die Ergebnisse seiner Reisen auf Sumatra waren beträchtlich. Zwanzig Aufsätze wurden in Fachzeitschriften, Tageszeitungen und anderen Organen veröffentlicht. Wissenschaftlich am wertvollsten ist die Studie Beiträge zur Landeskunde von Sumatra. Beobachtungen zwischen Asahan und Barumun, Tobasee und Malakastraße. Wertvoll sind auch die fast in Vergessenheit geratenen acht Beiträge, die Helbig 1931 unter dem bescheidenen Sammeltitel Weniger bekannte Teilgebiete der Bataklande auf Sumatra in der Zeitschrift Deutsche Wacht in Batavia publizierte: Habinsaran, Am Oberlauf des Koealoe, Die Bila-Ketten, Das Tal des Pahae, Das Hochtal von Sipirok, Das Bergland des Dolok, Die Gras-Steppen der Padang Lawas, Das Pane- und Bila-Gebiet. Zu diesen geographisch-geologischen Darstellungen kamen völkerkundliche Aufsätze über die Toba-Batak hinzu, die alle Aspekte ihres täglichen Lebens von der Naturanschauung und Religion über Siedlungs- und Hausbau bis zu ihren sittlichen Zuständen behandeln. Eine geographisch und ethnologisch gehaltvolle Reisebeschreibung erschien 1934 unter dem Titel Tuan Gila – ein verrückter Herr wandert am Äquator. Dieser Titel wurde Helbig von den Batak verliehen: Das kann nur ein „verrückter Herr“ sein, der in Begleitung von nur einem einzigen Helfer in glühender Sonne über die Steppen wandert!
Im Hochland von Nordsumatra stieß Helbig auf eine Teeplantage, die von der deutschen Familie Heinrich Gundert geführt wurde. Inspiriert von einer tiefen Freundschaft mit dem fünfjährigen Sohn dieser Familie, die bis zum Ende seines Lebens währte, entstand sein Jugendbuch Til kommt nach Sumatra. Das Leben eines deutschen Jungen in den Tropen.

### Durchquerung der Insel Borneo
Nach Schiffsreisen in die Karibik, zum europäischen Nordkap, nach Leningrad und ein weiteres Mal nach Mittelamerika trat Helbig im November 1936 seine größte und beschwerlichste Reise an. Als weltweit einziger Schiffsheizer mit Promotion reiste er auf dem Frachtschiff Hanau nach Batavia. Nach anfänglichen Studien in Westjava und auf den Zinn-Inseln Bangka und Belitung traf er im April 1937 in Pontianak an der Westküste Borneos ein. Von hier aus begann er eine der mutigsten Expeditionen der Vorkriegszeit: Während andere Forscher fast ausnahmslos die Wasserwege in Anspruch nahmen, durchquerte Helbig als Erster die Insel Borneo auf einem 3000 Kilometer langen Zickzack-Weg durch unwegsamen Urwald überwiegend zu Fuß. Diese Leistung gelang ihm mit nur einem weißen Begleiter, dem deutschen Seefahrtskameraden Erich Schreiter, und mit drei, im Höchstfall vier einheimischen, meist weiblichen Trägern, die von Dorf zu Dorf gewechselt wurden. Selten wurde eine Forschungsreise in diesem Ausmaß mit so geringem materiellen Aufwand durchgeführt.
Die Expedition führte zunächst entlang der Westküste in Richtung Sarawak. In den Bergen im Nordwesten der damaligen „Wester-Afdeeling“ (West-Abteilung) wurden die Dayak-Stämme der Songkong, Ketungan und Iban besucht. Von dort ging die Wanderung nach Sanggau, Sekadau und Sintang am Kapuas-Fluss und erneut nach Norden in Richtung Sarawak. Nach Umrundung des Seengebietes des oberen Kapuas wurde Putussibau am Oberlauf dieses Flusses erreicht; danach wurde in südlicher Richtung das Madi-Plateau durchzogen. In Begleitung von nur drei Trägern wurde das Schwaner-Gebirge überwunden, ein Unternehmen, das wegen der Mitnahme eines Bootes mit großen Strapazen verbunden war. Jenseits dieser Wasserscheide, in der „Zuider- en Ooster-Afdeeling“ (Süd- und Ost-Abteilung), fuhren Helbig und Schreiter den Kahayan-Fluss abwärts, besuchten die Ngaju- und Ot-Danum-Dayak und nahmen in Tumbang-Mahuroi an einem nächtlichen Totenritual teil. In östlicher Richtung weiterziehend, überquerten sie die Quellflüsse des „kleinen“ Kapuas und des Barito und erreichten bei Tering und Longiram den oberen Mahakam. Diesem Fluss stromabwärts folgend, kamen sie in das weite Seengebiet an seinem Unterlauf und befuhren in einem Boot den Jempang-See. Endpunkt der mit zahlreichen Umwegen und Abstechern vollzogenen West-Ost-Durchquerung war die Stadt Samarinda oberhalb des Mahakam-Deltas.
Von hier aus folgte eine Durchquerung des Südostteils von Borneo, entlang einer Erdöl-Pipeline durch das Kohlen- und Erdölgebiet zwischen Samarinda und Balikpapan, durch das von mohammedanischen Kutai und Pasiresen bewohnte Grassteppenland Pasir und über das Meratus-Gebirge in das dicht besiedelte Stromgebiet des unteren Barito. Im November 1937, acht Monate nach dem Aufbruch in Pontianak, endete die Expedition in Banjarmasin im Süden Borneos.

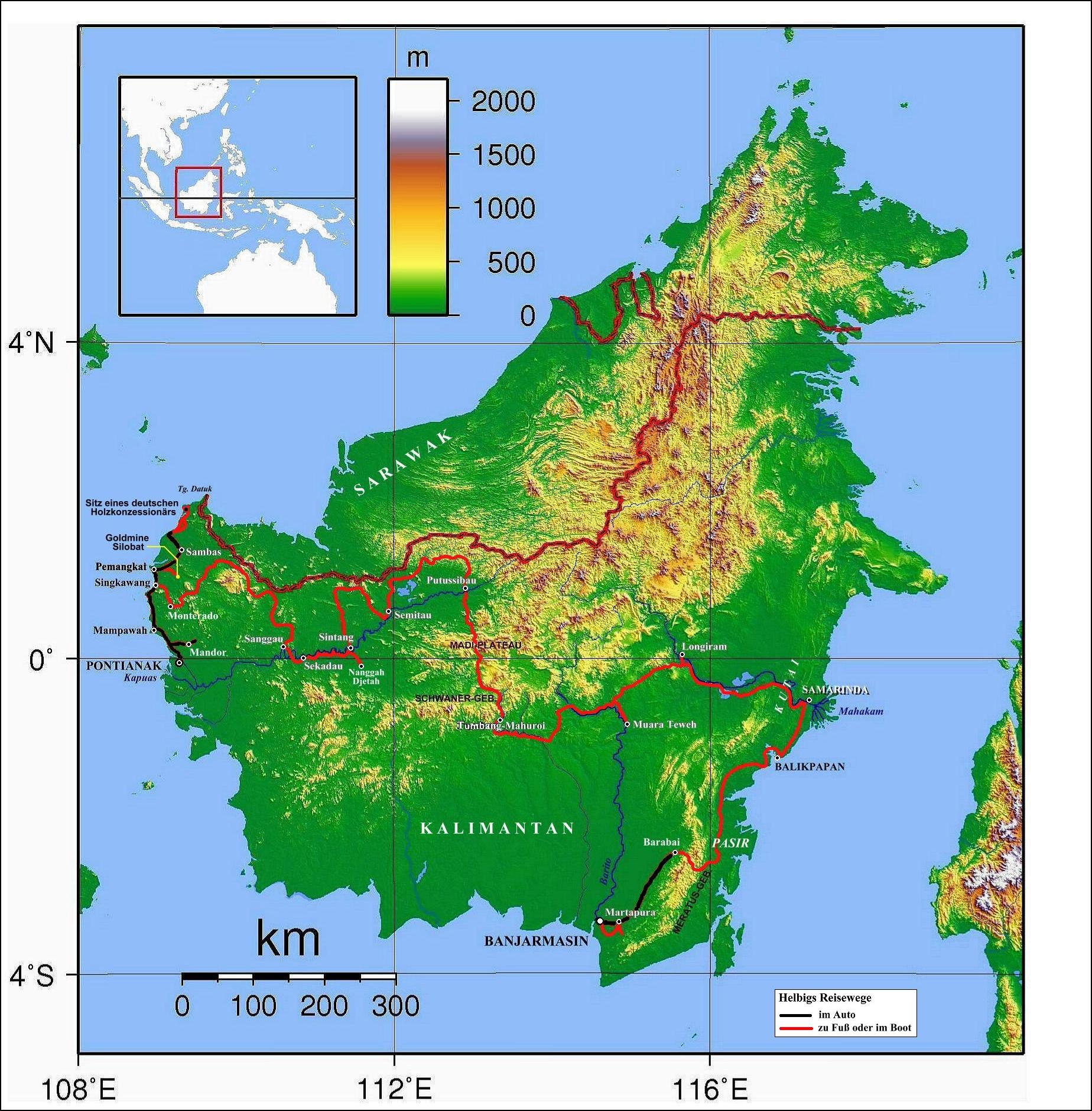
Helbigs Zickzack-Marsch durch Borneo. Vereinfacht dargestellt nach der Faltkarte in seinem Werk Eine Durchquerung der Insel Borneo (Kalimantan). Nach den Tagebüchern aus dem Jahre 1937.

Über diese Reise wurde Helbig im Alter von 86 Jahren in seiner Wohnung in Hamburg-Altona von der Filmproduzentin Sonja Balbach interviewt. Die Durchquerung von Borneo lag 52 Jahre zurück. Als Ergebnis dieses Interviews wurde am 15. Januar 1990 vom Fernsehsender Südwest 3 der Film Borneo. Auf den Spuren von Karl Helbig ausgestrahlt.
Abgesehen von zahlreichen Vorträgen und Publikationen in in- und ausländischen Jugend- und Fachzeitschriften, Tageszeitungen und Journalen und dem volkstümlichen Reisebericht Urwaldwildnis Borneo wurden die wissenschaftlichen Ergebnisse dieser Expedition erst 45 Jahre später den deutschen Lesern vorgelegt. Im Jahr 1982 erschien beim Verlag Dietrich Reimer in Berlin das zweibändige Werk Eine Durchquerung der Insel Borneo (Kalimantan). Nach den Tagebüchern aus dem Jahre 1937. Mit seinen fast 800 Seiten in Groß-Oktav, reich illustriert mit Zeichnungen, Karten und fotografischen Abbildungen und versehen mit wertvollen wissenschaftlichen Anhängen, ist es noch heute ein bedeutendes Buch für den Borneo-Interessierten. „Die beiden Bände besitzen den Rang eines für die Kalimantan-Forschung unentbehrlichen Standardwerkes. Sie weisen den Autor erneut als einen der besten Indonesien-Kenner im deutschen Sprachraum während der Vorkriegszeit aus“ (Werner Röll).
Die Ursachen für die Verzögerung der Veröffentlichung dieses Werkes hat Helbig im ersten Band erklärt:

„[…] Mitte des Jahres 1938 war ich in Deutschland zurück. Der bald darauf ausbrechende Zweite Weltkrieg stellte viele andere Aufgaben. Die Zerstörung wichtigen Quellenmaterials in Hamburg und andernorts erschwerte die weitere Ausarbeitung der Ergebnisse. Die ungeklärte Lage im niederländischen Kolonialgebiet und im gesamten Fernen Osten verzögerte manche Einsicht und manchen Entschluss zur gültigen Formung des Stoffes, erst recht jeglichen Versuch der Durchführung einer ergänzenden Kontrollreise. Spätere Forschungsunternehmen und Studienfahrten in anderen Gebieten, vornehmlich in Mexico und Zentralamerika, ferner in die Sowjetunion, Skandinavien und mehreren Mittelmeerländern, nebst vielfältigen Ausarbeitungen der Ergebnisse, verhinderten die Fortführung der wissenschaftlichen Auswertung meiner Borneo-Tagebücher. […] Das vorrückende Alter und die Sorge, die Tagebücher schließlich doch noch unverwendet liegen lassen zu müssen, wodurch sie – zumal sie in einer heute nicht mehr gebräuchlichen Stenografie geschrieben sind – als restlos verloren zu betrachten wären, trieb mich immer auf’s neue zur Fortsetzung der vorgenommenen Aufgabe.“

Bis Anfang Februar 1938 blieb Helbig in Niederländisch-Ostindien. Ein weiteres Mal durchreiste er Java, sodann die Insel Bali und deren Nachbarinsel Nusa Penida. Bali. Erfüllungen und Enttäuschungen, Bali: Eine tropische Insel landschaftlicher Gegensätze, Nusa Penida, die Insel der „Banditen“ und Nusa Penida. Eine tropische Karstinsel sind seine wichtigsten Aufsätze über die zuletzt genannten Inseln.
Mitte 1938 traf Helbig nach eineinhalbjähriger Abwesenheit wieder in Hamburg ein. Es war seine letzte Reise nach Südostasien.

### Habilitation
Im Jahre 1940 wurde von der Philosophischen Fakultät der Universität Marburg Helbigs Habilitationsschrift angenommen. Sie trägt den Titel: Die Insel Bangka. Beispiel des Landschafts- und Bedeutungswandels auf Grund einer geographischen Zufallsform. Das Material zu dieser Arbeit sammelte er auf Bangka vor Antritt seiner Borneo-Expedition. Hinzu kam der am 2. Dezember 1940 in Marburg gehaltene Habilitations-Vortrag Menschen im Urwald. Bericht über eine Reise zu den Dayak auf Borneo. Helbig aber weigerte sich, der von ihm verachteten NSDAP beizutreten, und so blieben ihm die Universitäten als Hochschullehrer verschlossen.

### Kriegs- und Nachkriegszeit
Während des Zweiten Weltkriegs war Helbig als Zivilist im Rahmen der Wehrbetreuung mit der geographischen Schulung von Offizieren und Soldaten in Norwegen, Rumänien, den Niederlanden, Frankreich, Belgien, Russland und anderen europäischen Ländern tätig. Im Winter 1944 erlebte er den Rückzug der deutschen Armee und das Elend der deutschen Flüchtlinge.
1949 lernte er den Geograph und Historiker Dietmar Henze kennen, mit dem er bis zu seinem Tod in anregendem Kontakt gestanden war. Helbig machte Henze mit Forschern wie den Meteorologen Johannes Georgi und dem Polar- und Geowissenschaftler Alfred Wegener bekannt, und auf seine und Walter Behrmanns Empfehlung wurde Henze 1951 in die Gesellschaft für Erdkunde zu Berlin aufgenommen.
Im gleichen Jahr, 1951, nachdem er abermals als Heizer auf einem Frachter nach Nordamerika gereist war, wurden Helbig – in beiden deutschen Staaten – Lehrstühle von den Universitäten Hamburg, Leipzig, Jena, Rostock und Greifswald angeboten. Trotzdem blieb er weiterhin freischaffend. Das zwang ihn zu größtmöglicher Sparsamkeit.

### Forschungen in Mittelamerika
Auf Anregung des Direktors des Hamburger Museums für Völkerkunde, Franz Termer, wandte sich Helbig wissenschaftlichen Studien in Mittelamerika zu. Seine erste landeskundliche, von der Deutschen Forschungsgemeinschaft unterstützte Studienreise führte 1953/54, mit Zwischenaufenthalten in Mexiko, Guatemala und San Salvador, in die damals in der geographischen Wissenschaft kaum bekannten Nordostprovinzen der Republik Honduras, die sieben Monate lang überwiegend zu Fuß, auf einigen größeren Flüssen und in den Küstenlagunen im Boot durchzogen wurden. Einen Teil seiner wissenschaftlichen Ergebnisse veröffentlichte er in seinen Arbeiten Die Landschaften von Nordost-Honduras auf Grund einer geographischen Studienreise im Jahre 1953 und Antiguales (Altertümer) der Paya-Region und die Paya-Indianer von Nordost-Honduras. Grundlegende Korrekturen des bis dahin über dieses Gebiet vorhandenen Kartenmaterials brachte Helbigs mehrfach gefaltete farbige Karte Entwurf einer topographischen Übersicht von Nordost-Honduras mit der Mosquitia: Die Höhe und Anordnung der Gebirge, der Verlauf der Flüsse, die Gestalt der Lagunen, die Lage der Siedlungen sowie Verkehrsverbindungen und Ortsnamen wurden berichtigt. Ein bis dahin noch namenloser Gebirgskomplex wurde von Helbig „Montaňas del Patuca“ getauft. Von seinen populärwissenschaftlichen Veröffentlichungen über diese Reisen sind am bekanntesten die Bücher Von Mexiko bis zur Mosquitia und Indioland am Karibischen Meer.

Helbigs Reisewege in Nordost-Honduras. – Vereinfacht dargestellt nach der Karte Entwurf einer topographischen Übersicht von Nordost-Honduras mit der Mosquitia. In: Petermanns Geographische Mitteilungen, 101. Jahrgang, Gotha 1957, Heft 2, Tafel 15.

Seine nächste Reise führte ihn 1957/58 nach Mittel- und Südmexiko. Schwerpunkt seiner Forschungen war der Bundesstaat Chiapas. Im Anschluss an Leo Waibels Arbeiten in der Sierra Madre de Chiapas wurden die nördlich an diese Gebirgskette sich anschließenden Gebiete der großen Depression des oberen Rio Grijalva und der Mesa Central sowie die jüngeren Veränderungen in den Kaffeeanbaugebieten der Sierra Madre de Chiapas durch Krieg, Agrarreform, Neuerschließungen und Wanderungsbewegungen untersucht. Wissenschaftlich wertvoll sind seine Monographien Die Landschaft Soconusco im Staate Chiapas, Süd-Mexico, und ihre Kaffeezone und Das Stromgebiet des Rio Grijalva; eine Landschaftsstudie aus Chiapas, Süd-Mexiko. Neben weiteren Aufsätzen in Journalen und Zeitungen resultiert aus diesen Reisen auch die erste Ausgabe seines erfolgreichen Buches So sah ich Mexiko mit dem Untertitel Forschungsfahrt von Tampico bis Chiapas.

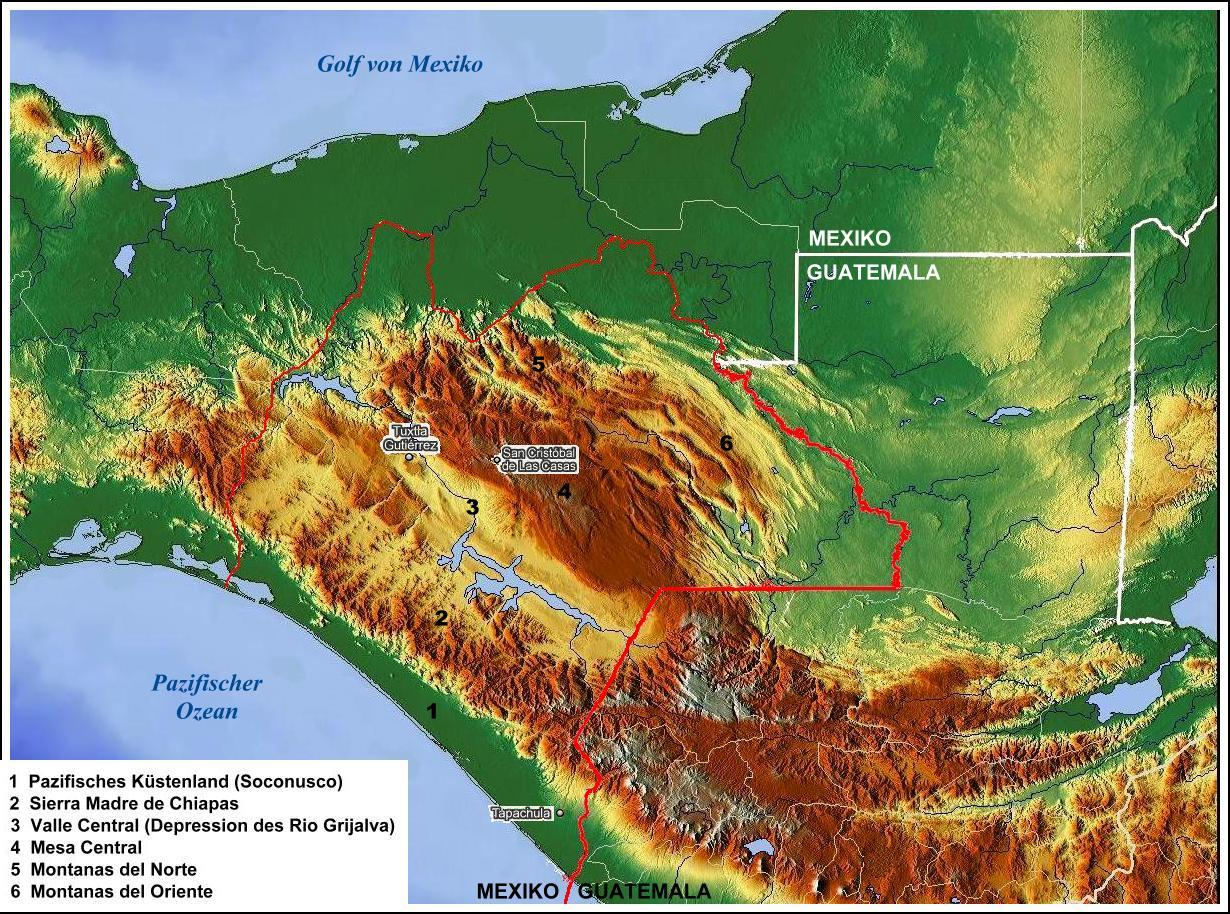
Chiapas. Landschaftsgliederung nach Karl Helbig. Vereinfacht dargestellt nach Fig. 1 in Helbigs Aufsatz Das Stromgebiet des oberen Rio Grijalva …,, Hamburg 1961. – Die Stauseen in der Senke des Rio Grijalva existierten zu dieser Zeit noch nicht.

Erneut unterstützt von der Deutschen Forschungsgemeinschaft, reiste Helbig in den Jahren 1962 bis 1963 von Mexiko durch Guatemala, San Salvador, Britisch-Honduras, Nicaragua und Costa Rica bis in das östliche Panama. Das Ziel dieser Reisen war eine geographische und wirtschaftliche Überschau von ganz Zentralamerika, die Beobachtung des Landschaftswandels durch die Einflüsse der sich ausbreitenden Landwirtschaft und die Erkundung von Möglichkeiten für die künftige planmäßige Entwicklung dieses Gebietes. Zu diesem Zweck unternahm Helbig zum Abschluss seiner Studien eine ergänzende Fahrt nach Nordmexiko bis Monterrey. Die wissenschaftlichen Resultate wurden in den Werken Zentralamerika. Natürliche Grundlagen, ihre gegenwärtige und künftig mögliche Auswertung und Die Wirtschaft Zentralamerikas. Kartographisch dargestellt und erläutert veröffentlicht. Das Buch So sah ich Mexiko wurde überarbeitet und 1967 mit dem Untertitel Von Monterrey bis Tapachula erneut publiziert.

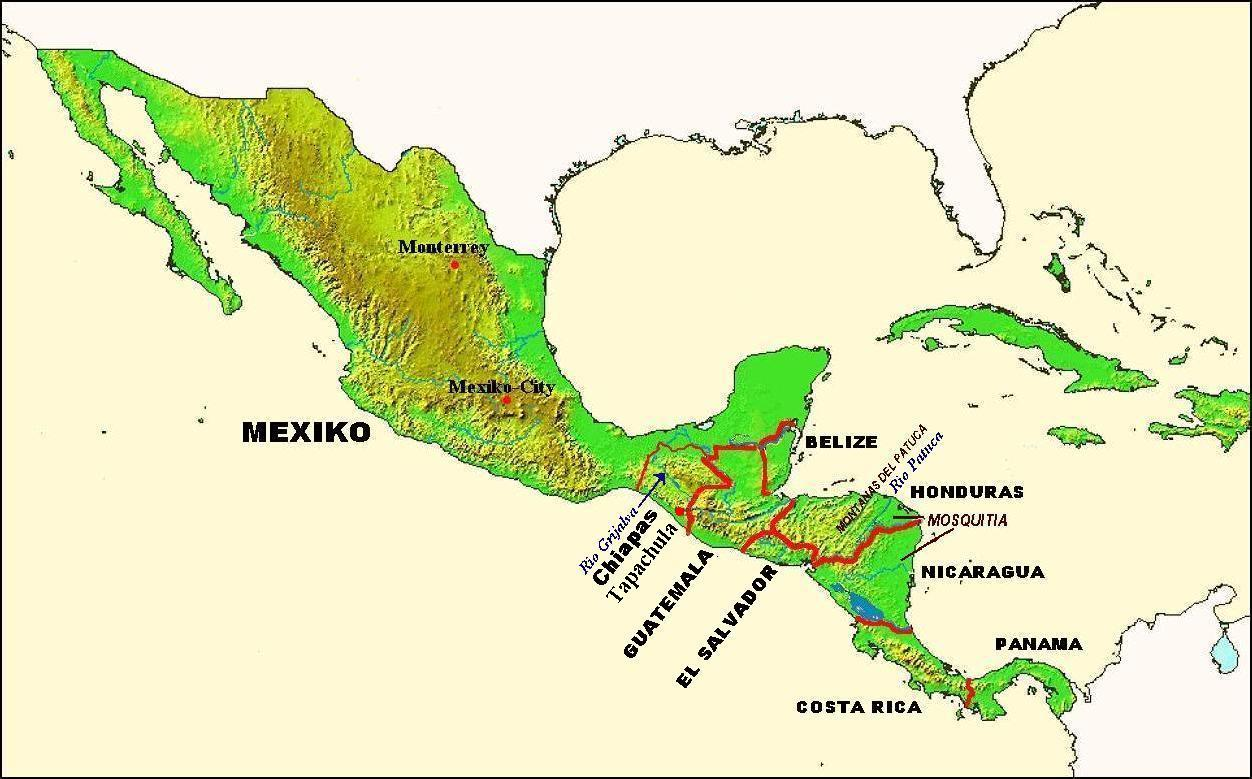
Übersichtskarte von Mittelamerika

Im Jahre 1971 wurde Helbig von der mexikanischen Regierung mit der geographischen Erforschung des Bundesstaates Chiapas beauftragt. Umfangreiche Feldforschungen mussten durchgeführt werden. Wie bei allen vorangegangenen Exkursionen als Wissenschaftler auf sich allein gestellt, arbeitete er fünf Jahre lang an diesem großen Projekt. Seine Ergebnisse fasste er in der dreibändigen Regionalmonographie Chiapas. Geografia de un Estado Mexicano zusammen, dessen Druck und Herausgabe er in Mexiko-Stadt persönlich überwachte. In Würdigung dieses großen Folio-Werkes, das nur in spanischer Sprache erschien, wurde ihm der „Staatspreis Chiapas, Abteilung Wissenschaft“ verliehen.

### Letzte Lebensjahre

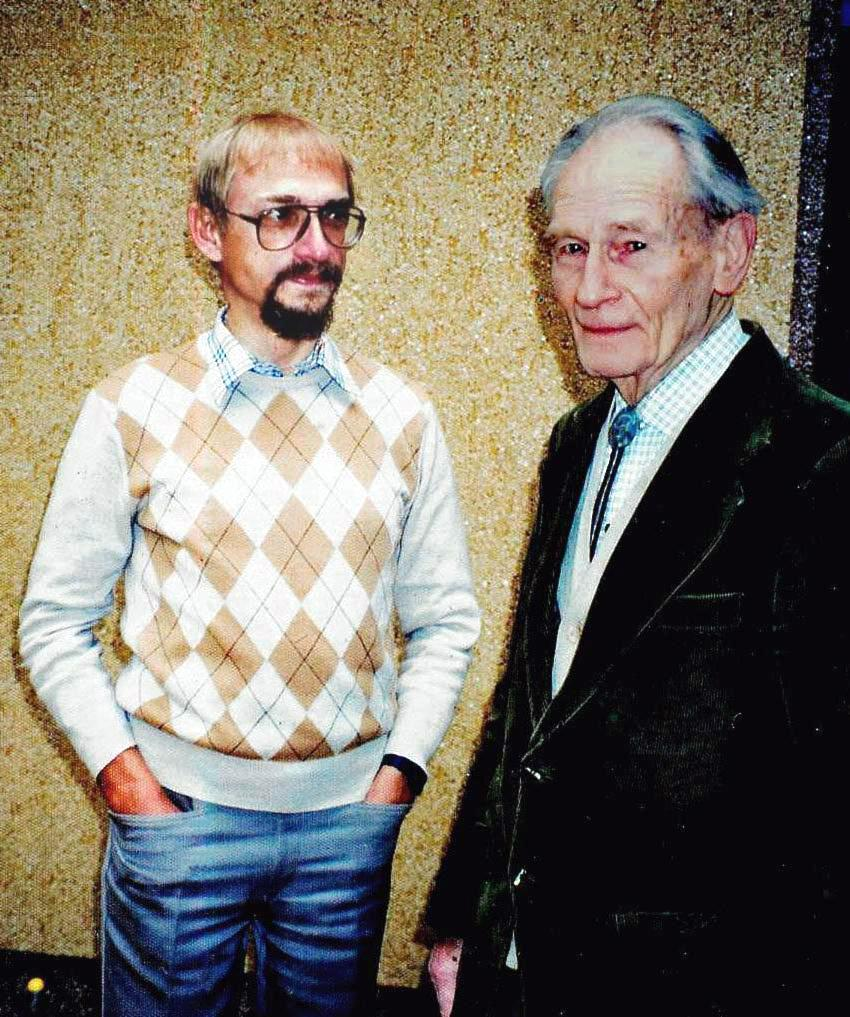
Karl Helbig zu Gast bei Rüdiger Siebert im Mai 1989

Am 21. Dezember 1973 starb seine Haushälterin Emma Mahler, geborene Fillsack (* 1884), die er in einer Widmung in seinem zweibändigen Borneo-Werk als seine „… mich fast fünf Jahrzehnte begleitende Betreuerin und selbstlose Gefährtin“ bezeichnet hat. Für ihre Beisetzung kaufte er auf dem Altonaer Friedhof gegenüber seiner letzten Wohnung gleich zwei Grabstätten: eine für Frau Mahler und daneben eine für sich selbst.
Sein letztes Werk trägt den Titel Seefahrt vor den Feuern. Erinnerungen eines Schiffsheizers. In diesem Buch, welches im Romanstil die Reise eines Dampfers nach Mittelamerika in den 1920er Jahren beschreibt, wird nicht nur über die Technik und Handhabung der Kesselanlagen und Antriebsmaschinen in Dampfschiffen berichtet, sondern auch über die bis dahin kaum jemals gewürdigte Schwerarbeit der Kohlentrimmer und Schiffsheizer in Hitze und Staub. Die Präsentation dieses Buches fand im Hafen von Travemünde an Bord des Dampfeisbrechers Stettin statt, ein Anlass, bei dem der 84-jährige Helbig noch einmal selbst „vor den Feuern“ aktiv geworden ist: „Mit jugendlichem Schwung“, so schilderte ihn sein Verleger Hans Georg Prager, führte er den Gästen alle für das sachkundige „Feuerpflegen“ erforderlichen Tätigkeiten vor, von der Überwachung des Dampfdrucks und der Wasserstände in den Kesseln über das Einschaufeln der Kohle bis zum Brechen der Schlacke und Ziehen der Asche. Im Juli 1988, auf einer Fahrt der Stettin von Kiel nach Travemünde, zeigte er im Alter von 85 Jahren zum letzten Mal sein Können als Schiffsheizer zur See.
Im Herbst 1987 interviewte der TV-Journalist Eberhard Fechner elf Seefahrer, die noch die Zeit der Segel- und Dampfschiffe erlebt hatten. Neben vier Kapitänen, zwei Schiffsingenieuren, einem Schiffskoch, einem Segelmacher, einem Obersteward und einem Schiffszimmermann war Helbig als Trimmer und Heizer dabei. Am 1. Februar 1989 wurde Fechners Reportage von der ARD und dem WDR in zwei Teilen unter dem Titel La Paloma ausgestrahlt. Daraufhin erschien in der Zeitschrift Der Spiegel der Artikel Fernsehen. Halber Weg zur Karibik, in welchem „der streng dreinblickende Mann mit den kantigen Zügen“ als „Fechners heimlicher Held“ bezeichnet wurde.
In den letzten Jahren seines reichen Forscherlebens war Helbig rast- und ruhelos mit dem Ordnen seines ethnographischen und literarischen Nachlasses beschäftigt. Die von ihm gesammelten Ethnographica gelangten in das Museum für Völkerkunde Hamburg und das Museum für Völkerkunde Stuttgart sowie in die völkerkundliche Sammlung des Roemer- und Pelizaeus-Museums zu Hildesheim. Das letztgenannte Museum verwahrt auch sein literarisches Werk, seine Fotosammlung und seine Bibliothek.
In Würdigung seiner Verdienste auf kulturell-geographischem Gebiet wurde Helbig am 18. Juli 1988 im Rahmen eines Festaktes im Rathaus seiner Heimatstadt Hildesheim mit dem Bundesverdienstkreuz am Bande ausgezeichnet. Nach Abschluss der Festreden meldete sich Helbig selbst zu Wort. Am darauffolgenden Tag wurde von der Hildesheimer Allgemeinen Zeitung seinen Erzählungen fast eine ganze Seite eingeräumt.
Am 9. Oktober 1991 erlag Helbig einem Herzschlag in seiner Wohnung in Hamburg-Altona. Er starb in den Armen von Helmut Gundert, jenes Mannes, den er als fünfjährigen Sohn des Plantagenbesitzers Heinrich Gundert 1931 auf Sumatra kennengelernt hatte und den er als „Til“ in Artikeln und Büchern der Nachwelt erhalten hat.
In seinem letzten Willen hatte Helbig verfügt, dass die Öffentlichkeit erst drei Wochen später von seinem Ableben in Kenntnis gesetzt wird. Die Trauerfeier am 22. Oktober auf dem Friedhof Bernadottestraße fand deshalb in aller Stille statt: Nur 14 Personen haben sich in die Kondolenzliste eingetragen. Auch die Hildesheimer Allgemeine Zeitung respektierte Helbigs letzten Willen und veröffentlichte die Todesanzeige erst am 30. Oktober 1991.

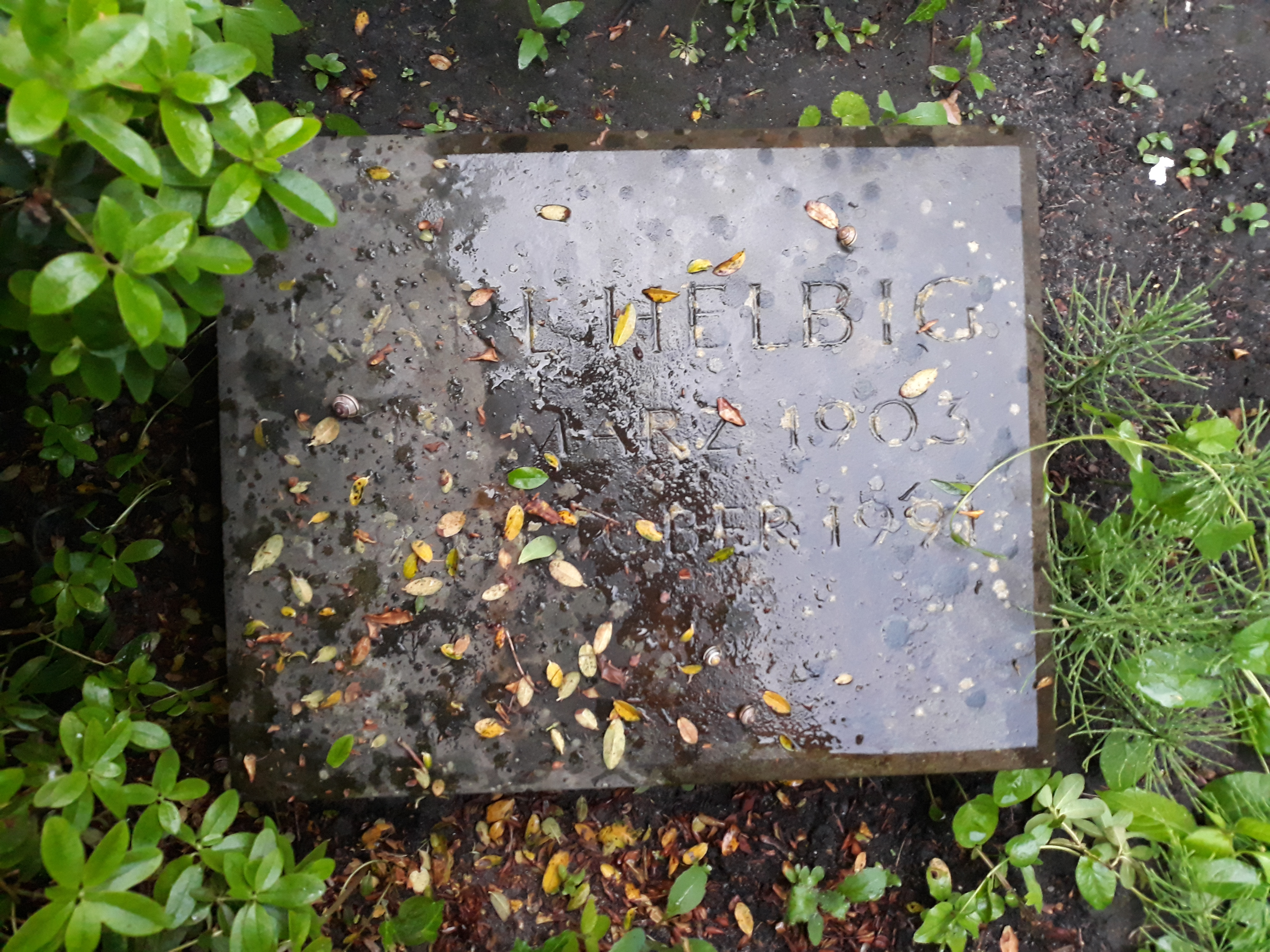
Das Grab von Karl Helbig auf dem Friedhof Bernadottestraße in Hamburg
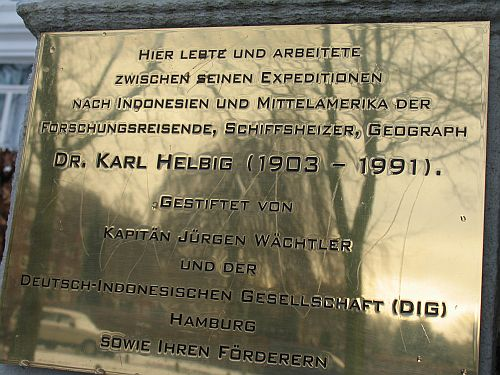
Gedenktafel für Karl Helbig

Vom 20. bis 22. März 2003, anlässlich seines 100. Geburtstages, ehrte ihn seine Geburtsstadt Hildesheim mit einem wissenschaftlichen Kolloquium. An seinem letzten Wohnort in Hamburg-Altona, Bleickenallee 22, erinnert eine Gedenktafel aus Messing an Karl Helbig.

## Expeditionen, Forschungs- und Studienreisen

### In Niederländisch-Indien (heute: Indonesien)
- 1929: Batavia, Java
- 1931: Sumatra
- 1937: Java, Bangka, Belitung, Bali, Borneo (bzw. Kalimantan)

### In Mittelamerika
- 1953–1954: Mexiko, Guatemala, El Salvador, Honduras
- 1957–1958: Mexiko (Chiapas)
- 1962–1963: Mexiko, Guatemala, El Salvador, Britisch-Honduras, Nicaragua, Costa Rica, Panama
- 1971–1975: Mexiko (Chiapas)

## Schiffe, auf denen Karl Helbig angeheuert hatte (Auswahl)
- 1923: S. S. Drachenfels, als Trimmer nach Indien
- 1923: S. S. Altona, als Trimmer nach Niederländisch-Indien
- 1925: S. S. Ursula Siemers, als Trimmer und Heizer in das Mittelmeer
- 1925: S. S. Schleswig Holstein, als Heizer nach Mexiko
- 1926: S. S. Pontos, als Heizer in das Mittelmeer
- 1928: S. S. Galicia, als Heizer in die Karibik (diese Reise lieferte den Stoff für Helbigs letztes Werk Seefahrt vor den Feuern)
- 1929: S. S. Menes, als Aufwäscher nach Batavia (Studien für seine Dissertation)
- 1929: S. S. Ramses, als Aufwäscher von Batavia zurück
- 1930: S. S. Menes, nach Belawan-Deli (Studien auf Sumatra)
- 1931: S. S. Freiburg, als Aufwäscher und Stewart von Batavia zurück
- 1934: S. S. Oceana, als Heizer nach Skandinavien
- 1935: S. S. Antiochia, als Heizer nach Westindien und zurück
- 1936: S. S. Hanau, als Heizer nach Batavia und 1938 zurück (Borneo-Durchquerung)
- 1951: S. S. Clara Blumenfeld, als Heizer 1951 in die USA, 1952 und 1953 in die Nord- und Ostsee
- 1953: M. S. Westfalen, als Schmierer nach Mexiko (Studien in Honduras)
- 1954: M. S. Cläre Hugo Stinnes, als Schmierer von Mexiko zurück
- 1957: M. S. Vulkan, als Zahlmeister-Assistent nach Kuba und Mexiko (Studien in Mittel- und Süd-Mexiko)
- 1958: M. S. Augsburg, als Zahlmeister-Assistent von Mexiko zurück
- 1962: M. S. Saarland, als Deckschreiber nach Guatemala (Studien in Zentralamerika)
- 1963: M. S. Leipzig, als Zahlmeister-Assistent von Mexiko zurück
- 1971: M. S. Siegstein, als Zahlmeister-Assistent nach Mexiko (Studien in Chiapas)
- 1972: T. S. Essen, als Zahlmeister-Assistent von Mexiko zurück
- 1975: M. S. Frankfurt, als Zahlmeister-Assistent nach Mexiko (Studien in Chiapas)
- 1976: M. S. Frankfurt, als Zahlmeister-Assistent von Mexiko zurück (letzte Fahrt als Mitglied einer Schiffsbesatzung).[45]

## Werke

### Bücher und größere Aufsätze über Niederländisch-Indien (Indonesien)

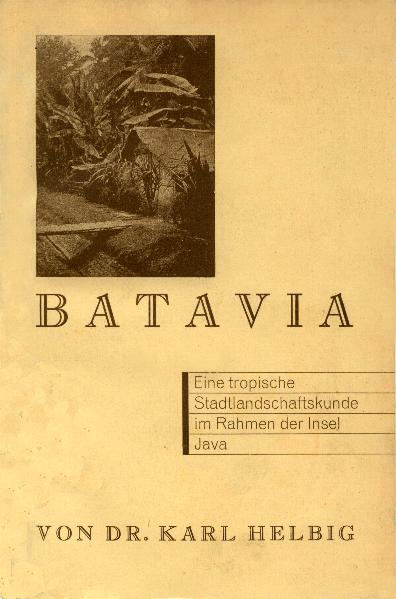
Vorderdeckel der Dissertation

- Batavia. Eine tropische Stadtlandschaftskunde im Rahmen der Insel Java. C. H. Wäsers Druckerei, Bad Segeberg. Ohne Jahresangabe (das Vorwort ist datiert „Hamburg, im Sommer 1930“. Die Prüfung und Wertung dieser Arbeit erfolgte im Juni 1930. In Petermanns Mitteilungen, 78. Jahrgang 1932, Geographischer Literaturbericht S. 314, Literaturbesprechung Nr. 533 wird 1931 als Erscheinungsjahr genannt). – Dissertation zur Erlangung der Doktorwürde, angenommen von der Mathematisch-Naturwissenschaftlichen Fakultät der Universität Hamburg.
- Bei den Orang-Loeboe in Zentral-Sumatra. In: Baessler-Archiv, Verlag von Dietrich Reimer (Ernst Vohsen), Bd. XVI, S. 164–187. Berlin 1933.[46]
- Die Lubu-Sprache auf Sumatra. In: Zeitschrift für Eingeborenensprachen, Verlag von Dietrich Reimer (Ernst Vohsen), Band XXIV, Heft 1 (1933), S. 15–58, Band XXIV, Heft 2 (1934), S. 100–121. Berlin 1933/34.
- Bei den Orang Loeboe in Zentral-Sumatra. In: Deutsche Wacht, Batavia, Jg. 1934, Nr. 8, S. 32–33, Nr. 9, S. 29–31, Nr. 10, S. 30–33, Nr. 11, S. 30–31, Nr. 14, S. 30–32.
- Tropischer Urwald und Mensch. Langensalza, Verlag von Julius Beltz, Berlin-Leipzig, ohne Jahresangabe (Zwei Auflagen, 1934). – Raum und Volk. Erdkundliche Arbeitshefte. Hrsgg. von Mathias Volkenborn u. Severin Rüttgers. Gruppe II. Räume der Sammler und Jäger. Heft 1 [Über Helbigs Reise zu den Orang Lubu].
- Tuan Gila. Ein „verrückter Herr“ wandert am Äquator. Leipzig, Brockhaus 1934. – Reisen und Abenteuer, Band 54 (Zweite, im Text und Bildmaterial geringfügig erweiterte Auflage: Leipzig, Brockhaus 1945).
- Die Welt der Malaien. Langensalza, Verlag von Julius Beltz, Berlin-Leipzig, ohne Jahresangabe (1934). – Raum und Volk. Erdkundliche Arbeitshefte. Hrsg. von Mathias Volkenborn u. Severin Rüttgers. Gruppe V. Räume der Braunen und Gelben. Heft 5.
- Til kommt nach Sumatra. Das Leben eines deutschen Jungen in den Tropen. Gundert, Stuttgart 1935 (zahlreiche Auflagen bis 1957)
- Einige Bemerkungen über die sittlichen Zustände und die Erotik der Toba-Batak auf Sumatra. In: Baessler-Archiv, Verlag von Dietrich Reimer (Ernst Vohsen), Band XVIII, S. 22–37. Berlin 1935.

- Das südliche Batakland auf Sumatra. In: Ostasiatische Rundschau, Hamburg 19, Jg. 1938, S. 278–281, 302–305, 329–332, 491–493, 515–517, 540–542.

- Die Insel Bangka. Beispiel des Landschafts- und Bedeutungswandels auf Grund einer geographischen „Zufallsform“. In: Deutsche Geographische Blätter. Herausgegeben von der Geographischen Gesellschaft in Bremen durch Dr. Herbert Abel unter Mitwirkung von C. Honigsheim. – Schriften der Bremer Wissenschaftlichen Gesellschaft, Reihe C, Band 43, Heft 3–4, Bremen 1940 (Kommissionsverlag Franz Leuwer). – Habilitationsschrift, angenommen von der Philosophischen Fakultät der Universität Marburg (auch als Sonderdruck veröffentlicht).

- Bangka-Zinn. In: Geographischer Anzeiger, 43. Jahrgang 1942, Heft 1/2, S. 26–29. Hierzu die Tafeln 1 bis 3 mit 6 s/w-Photoabbildungen. Justus Perthes, Gotha 1942.
- Beiträge zur Landeskunde von Sumatra. Beobachtungen zwischen Asahan und Barumun, Tobasee und Malaka-Straße. Ferdinand Hirt & Sohn, Leipzig 1940. – Wissenschaftliche Veröffentlichungen des Deutschen Museums für Länderkunde. Neue Folge 8.
- Urwaldwildnis Borneo. 3000 Kilometer Zick-Zack-Marsch durch Asiens größte Insel. Gustav Wenzel & Sohn, Braunschweig 1940 (2. Auflage 1941, 3. Auflage 1942; auch erschienen bei Brockhaus, Leipzig 1957).
- Hinter- und Insel-Indien (1926–1939/40). In: Ludwig Mecking (Hrsg.): Geographisches Jahrbuch. Begründet 1866 durch E. Behm, fortgesetzt durch H. Wagner. 57. Jahrgang 1942. Justus Perthes, Gotha 1943. Erster Halbband S. 138–360, Zweiter Halbband S. 547–791. Personennamen-Register im 1. Halbband S. 344–360 (dieser Teil enthält auch Personennamen eines vorangestellten Beitrags), im 2. Halbband S. 770–791. Zum Personennamen-Register für den Abschnitt C (2. Halbband, Insel-Indien) wurden drei Seiten Berichtigungen nachgeliefert. – Bibliographie der von 1926 bis 1939/40 erschienenen Veröffentlichungen für das Gebiet Hinter- und Insel-Indien von der indisch-burmesisch-chinesischen Grenze bis zu den östlichsten Inseln des Malaiischen Archipels, einschließlich der Andamanen- und Nikobaren-Gruppe, Cocos- und Christmas Islands und der Philippinen. 3.576 Titel sind mit genauen bibliografischen Angaben gelistet. Die Sortierung dieser Titel ist ein seltenes Beispiel einer mustergültigen Fleißarbeit: Nach einer Übersicht über das Gesamtgebiet sind sie regional nach Ländern, innerhalb dieser nach Sachgebieten und in diesen Sachgebieten nach Themengruppen mit einleitenden Erläuterungen geordnet. Wissenschaftlich verwertbare Titel sind mit kurzen kritischen Inhaltsangaben und – sofern vorhanden – mit Hinweisen auf Rezensionen mit Quellenangaben versehen.
- Indonesien [Bibliographie]. In: Naturforschung und Medizin in Deutschland 1939–1946. Für Deutschland bestimmte Ausgabe der Fiat Review of German Science. Band 45 Geographie Teil II, Hrsgg. von Hermann v. Wissmann, Geograph. Institut der Univ. Tübingen. S. 53–61. Dieterich’sche Verlagsbuchhandlung Inh. W. Klemm, Wiesbaden (ohne Jahresangabe). – Ergänzung der vorgenannten Arbeit. In thematischer Ordnung sind 85 Titel mit einleitenden Kommentaren gelistet.
- Einige Bemerkungen zum Weltbild der Ngadjoe-Dajak. In: Baessler-Archiv, Verlag von Dietrich Reimer, Bd. XXIV, S. 60–79. Berlin 1941.
- Ferne Tropen-Insel Java. Ein Buch vom Schicksal fremder Menschen und Tiere. Gundert, Stuttgart 1946 (2. Auflage 1952).
- Ferne Tropen-Insel Java. Ein Buch vom Schicksal fremder Menschen und Tiere. Eine Auswahl. Schaffstein, Köln 1950 (2. Auflage 1965). Gekürzte Ausgabe des zuvor genannten Buches: Von Marianne Spitzler mit freundlicher Genehmigung des Verfassers und des Verlages D. Gundert aus Karl Helbig Ferne Tropen-Insel Java ausgewählt und vom Niedersächsischen Kultusministerium mit Erlass Nr. III/3056/50 vom 27. Juni 1950 für den Schulgebrauch genehmigt. – Einhundertsechzehntes der „Grünen Bändchen“.
- Indonesiens Tropenwelt. Kosmos/Gesellschaft der Naturfreunde. Franckh’sche Verlagshandlung, Stuttgart 1947.
- Die südostasiatische Inselwelt (Inselindien). Franckh’sche Verlagshandlung (In Lizenz des Siebenberg-Verlages, Wien). – Kleine Länderkunden. Unser Wissen von der Erde. Hrsgg. v. Dr. habil. W. Evers, Privatdozent der Geographie an der Technischen Hochschule Hannover, Reihe IV, Heft 7. Stuttgart 1949
- Indonesien. Eine auslandskundliche Übersicht der Malaiischen Inselwelt. Franz Mittelbach, Stuttgart 1949.
- Am Rande des Pazifik. Studien zur Landes- und Kulturkunde Südostasiens. Kohlhammer, Stuttgart 1949.
- Paradies in Licht und Schatten. Erlebtes und Erlauschtes in Inselindien. Vieweg, Braunschweig 1949.
- Inselindien. Heimat der Malaien. Eilers & Schünemann Verlagsgesellschaft mbH., Bremen 1953. – ES-Heft Nr. 92.
- Zu Mahamerus Füssen. Wanderungen auf Java. Brockhaus, Leipzig 1954.
- Die Insel Borneo in Forschung und Schrifttum. Im Selbstverlag der Geographischen Gesellschaft Hamburg. In: Mitteilungen der Geographischen Gesellschaft in Hamburg. Im Auftrage des Vorstandes herausgegeben von Prof. Dr. Franz Termer. Band 52, S. 105–395. Hierzu die Tafeln 16–24 mit 19 s/w-Photoabbildungen. Hamburg 1955. – Thematisch geordnete und kommentierte Bibliographie, 2410 Werke enthaltend, mit ausführlicher Darstellung der Entdeckungsgeschichte.
- Eine Durchquerung der Insel Borneo (Kalimantan). Nach den Tagebüchern aus dem Jahre 1937. 2 Bände. Dietrich Reimer Verlag, Berlin 1982. ISBN 3-496-00153-4 (brosch.) und ISBN 3-496-00154-2 (Leinen). – Mit unverändertem Inhalt, jedoch in kleinerem Format, als Sonderband in: Mitteilungen der Geographischen Gesellschaft in Hamburg, 1982 (2 Bände, Teil 1 und 2).

### Bücher und größere Aufsätze über Mittelamerika
- Die Landschaften von Nordost-Honduras. Auf Grund einer geographischen Studienreise im Jahre 1953. Hermann Haack, Gotha 1959. – Ergänzungsheft 268 zu Petermanns Geographische Mitteilungen.
- Antiguales (Altertümer) der Paya-Region und die Paya-Indianer von Nordost-Honduras (Auf Grund einer geografischen Erkundungsreise im Jahre 1953). Museum für Völkerkunde und Vorgeschichte, Hamburg 1956. – Beiträge zur mittelamerikanischen Völkerkunde, Band 3.
- Von Mexiko bis zur Mosquitia. Kleine Entdeckungsreise in Mittelamerika. Brockhaus, Leipzig 1958.
- Indioland am Karibischen Meer. Zentralamerikanische Reise. Brockhaus, Leipzig 1961.
- Die Landschaft Soconusco im Staate Chiapas, Süd-Mexico, und ihre Kaffeezone. Friedrich Trüjen, Bremen 1961. In: Deutsche geographische Blätter, Band 49, Heft 1/2.
- Das Stromgebiet des oberen Rio Grijalva. Eine Landschaftsstudie aus Chiapas, Süd-Mexiko. In: Mitteilungen der Geographischen Gesellschaft zu Hamburg, Band 54, S. 7–274, Hamburg 1961
- Zentralamerika. Natürliche Grundlagen, ihre gegenwärtige und künftig mögliche Auswertung. In: Petermanns Geographische Mitteilungen, 108. Jahrgang, S. 160–181 und 241–260, mit 40 s/w-Abbildungen auf 8 Tafeln. VEB Hermann Haack, Gotha 1964
- So sah ich Mexiko – Forschungsfahrt von Tampico bis Chiapas. Brockhaus, Leipzig 1962.
- Die Wirtschaft Zentralamerikas. Kartographisch dargestellt und erläutert. Institut für Iberoamerika-Kunde, Hamburg 1966.
- Unter Kreolen, Indios und Ladinos: Von Belize bis Panama – Reiseeindrücke aus den sieben Ländern Zentralamerikas. Brockhaus, Leipzig 1966.
- So sah ich Mexiko – Von Monterrey bis Tapachula. Brockhaus, Leipzig 1967 (Neuauflage der Ausgabe von 1962).
- Chiapas: Geografia de un Estado Mexicano (2 Textbände und 1 Kartenband). Instituto de Ciencias y Artes de Chiapas, Tuxtla Gutiérrez (Chiapas), 1976.

### Bücher und größere Aufsätze über sonstige Themen
- Kurt Imme fährt nach Indien. Die Geschichte von der ersten Seereise eines Hamburger Schiffsjungen. Gundert, Stuttgart 1933 (zahlreiche Auflagen bis 1955).
- Levantepott im Mittelmeer. Kurt Immes abenteuerliche Seefahrt mit Mustafa, Krischan und den Dalmatinern. Für deutsche Jungen erzählt. Gundert, Stuttgart 1934.
- Nordkap in Sicht. Eine unerwartete Nordlandreise. Gundert, Stuttgart 1935.
- Vorderindien (zusammen mit R. E. Kaltofen). In: Fritz Kluthe (Hrsg.): Handbuch der Geographischen Wissenschaft. Band Vorder- und Südasien, S. 212–326. Akademische Verlagsgesellschaft Athenaion, Potsdam 1937.
- Von den Ländern und Meeren der Welt. D. Gundert, Stuttgart 1947. – Wir fangen an. Ein Ruf an die Jugend und ein Wort auf den Weg. Eine Schriftenreihe begründet von Friedrich Gundert † herausgegeben von Kurt Müller. Heft 4.
- Trampfahrt in die Levante: Erlebnisse und Abenteuer mit allerlei Schiffsvolk auf blauen Wassern für die Jugend erzählt. Gundert, Stuttgart 1950. – Gunderts Blaue Jugendbücher (Neufassung des 1934 erschienenen Buches „Levantepott im Mittelmeer“).
- Seefahrt vor den Feuern. Erinnerungen eines Schiffsheizers. H. G. Prager Vlg., Hamburg 1987 (2. durchgesehene Auflage 1988).

Einige Bücher wurden in die tschechische, slowakische, schwedische und russische Sprache, Arbeiten über Mittelamerika in die spanische Sprache übersetzt. Jahrzehntelang hat Frau Gertrud Tischner, Gattin des Südseeforschers Herbert Tischner, als Buchillustratorin mitgewirkt.

### Kleinere Schriften
Etwa 600 Aufsätze, Abhandlungen, Unterrichtsvorlagen und Buchbesprechungen wurden in Jugend- und Fachzeitschriften, sowie in in- und ausländischen Tageszeitungen veröffentlicht. Eines der wichtigsten Organe für Helbigs frühe Artikel war die in Batavia erschienene Zeitschrift „Deutsche Wacht“. Herausragend sind die zahlreichen illustrierten Beiträge, die von 1948 bis 1974 in der Jahrbuch-Reihe „Durch die weite Welt“, Stuttgart, Franckh’sche Verlagshandlung, erschienen sind.